# Clair Cameron Patterson
Clair Cameron Patterson (Mitchellville, Iowa, 2 de junio de 1922 - The Sea Ranch, California, 5 de diciembre de 1995) fue un geoquímico estadounidense, uno de los más influyentes en su especialidad que, en 1955, determinó con exactitud la edad de la Tierra en 4.550 millones de años, con un margen de error de unos 70 millones de años. 
El método científico aplicado para calcular la edad de la Tierra le llevó a darse cuenta de que el planeta tenía unas cantidades anómalas de plomo tanto en ambientes terrestres como acuosos. Este hecho le llevó a convertirse en un activista sin descanso que luchó, hasta su muerte, por eliminar el plomo de las gasolinas.

## Biografía
Clair Patterson, conocido como "Pat" por sus amigos, nació y creció en Mitchellville (Iowa), cerca de Des Moines. Su padre era un empleado de correos, mientras que su madre formaba parte del consejo escolar y se interesaba por la educación. Cuando Patterson era solo un niño, su madre le regaló un juego de química que, parece ser, despertó su atracción por la química. Realizó sus estudios en una pequeña escuela secundaria de menos de 100 estudiantes y se graduó en Química en el Grinnell College, donde conoció a su futura esposa, Lorna McCleary. Posteriormente, ambos se trasladaron a la Universidad de Iowa donde Patterson realizó una tesis de maestría en Espectroscopía Molecular.
Tras su graduación en 1944, se trasladaron a la Universidad de Chicago gracias a la invitación del Profesor George Glockler, para quien Patterson había hecho su trabajo de maestría. Allí comenzaron a trabajar para el Proyecto Manhattan (bomba atómica) aunque, pronto enviarían a Patterson y McCleary a trabajar en ese mismo proyecto pero en Oak Ridge (Tennessee). En estos años de investigación, Patterson trabajó en la planta de separación electromagnética del 235U y se familiarizó con los espectrómetros de masas. 
Al terminar la II Guerra Mundial, Lorna y Clair volvieron a la Universidad de Chicago. Ella empezó a trabajar como especialista e investigadora en Espectroscopía por Infrarrojos en el Instituto Tecnológico de Illinois para poder mantener a la familia. Mientras que él comenzó su doctorado aplicando la espectrometría de masas para medir la composición isotópica y pequeñas cantidades de Plomo en fragmentos de meteoritos. En este proyecto colaboró con George Tilson quien estaba al cargo de medir el Uranio. Patterson empezó estos experimentos en 1948 en un polvoriento laboratorio en Kent Hall ubicado en uno de los edificios más antiguos de la Universidad de Chicago. Sin duda, eran unas condiciones deplorables para realizar este tipo de análisis que necesitan laboratorios muy limpios, filtros de aire y recipientes de teflón para poder pedir esas cantidades tan pequeñas. Finalmente, defendió su tesis doctoral en 1951 aportando la composición isotópica del plomo en minerales extraídos de un granito precámbrico de unos 1000 millones de años de antigüedad. 
Tras obtener su doctorado, Patterson se quedó en la Universidad de Chicago con un contrato posdoctoral y enfocó sus investigaciones para obtener la edad de los meteoritos. En esta nueva etapa de su vida, consiguió unas instalaciones mucho más limpias y adecuadas a este tipo de experimentos en el Instituto de Estudios Nucleares donde trabajó para mejorar las técnicas analíticas.

## Historia de un descubrimiento
Harrison Scott Brown comenzó a trabajar en la Universidad de Chicago como profesor asistente de química en el Instituto de Estudios Nucleares en 1946. Allí conoció el trabajo de Patterson sobre la medición de pequeñas cantidades de plomo en rocas. En 1952, Brown aceptó un puesto como profesor en el Instituto Tecnológico de California y propuso a Patterson que le acompañase para trabajar en su proyecto sobre el estudio de los meteoritos. Patterson aceptó y se fue con él. Allí comenzó a trabajar en unas instalaciones nuevas que establecieron nuevos estándares para el estudio de bajo nivel de plomo. Un año después, en 1953, por fin, Patterson comenzó su estudio definitivo utilizando la fase de troilita (sulfuro) del meteorito de hierro Canyon Diablo para medir la composición isotópica del plomo primordial, a partir de la cual determinó la edad de la Tierra.
La separación química se hizo en el Instituto Tecnológico de California mientras que las mediciones por el espectrómetro de masas se hicieron en el laboratorio de Mark Inghram en la Universidad de Chicago. La sospecha de Brown se confirmó y resultó que la Tierra tenía unos 4550 millones de años, tal y como se publicó en Science en 1955.

## Su logro científico menos conocido
El trabajo con los meteoritos le condujo indirectamente a su segundo gran logro científico. Esta vez este logro le trajo más disgustos que alegrías pero, finalmente, consiguió su objetivo. 
Su nueva capacidad para medir pequeñas concentraciones de plomo en diferentes tipos de rocas le llevó a comenzar un nuevo estudio para describir la evolución geoquímica de la Tierra. En 1962, junto con Tsaihwa J. Chow, Patterson publicó los primeros resultados sobre contaminación antropogénica por plomo. Este fue el comienzo de una obsesión que le ocuparía durante el resto de su carrera científica. 
En 1965 publicó el artículo "Contaminated and natural  lead Environments of Man", que intenta llamar la atención del público en general, sobre el aumento de la concentración de plomo en el medio ambiente y en la cadena alimenticia. A raíz de estos descubrimientos, Patterson se convirtió en uno de los más firmes opositores a la utilización de plomo como aditivo en la elaboración de combustibles. Y, así es como comenzó una batalla contra R. A. Kehoe, un experto en toxicología industrial financiado por las grandes petroleras, que le acusó de ser más un fanático que un científico y que ridiculizó las investigaciones de Patterson durante años. 
Gracias a un trabajo exhaustivo e incansable, Patterson consiguió que se aprobase la Ley de Aire Limpio estadounidense en 1970. 
En 1976, la Agencia de Protección Ambiental de Estados Unidos comenzó a reducir el contenido de plomo en las gasolinas. En 1978 fue nombrado a un panel de NRC donde redactó un informe de 78 páginas en el que indicaba que la aplicación del control y de las medidas contra la contaminación por plomo y otros contaminantes debía comenzar inmediatamente, incluyendo a la gasolina, los envases de alimentos, pinturas, esmaltes y sistemas de distribución de agua. En 1980, la mayoría de los países desarrollados comenzaron a aplicar medidas para reducir la utilización de plomo. En 1995, coincidiendo con la muerte de Patterson por un ataque de asma, el plomo se eliminó definitivamente de las gasolinas en EE. UU.
En España, se prohibió el uso de la gasolina con plomo en 2001. Y, han hecho falta otro 20 años más para que, Argelia, el último país del mundo que seguía consumiento gasolina con plomo, la prohibiese en 2021. 
El asteroide (2511) fue nombrado Patterson en su honor.